# شيز غوت يو
شيز غوت يو (بالإنجليزية: She's Got You)‏ أو هي تملكك هي أغنية كانتري من تأليف هانك كوكران وغناء باتسي كلاين. سجلت كلاين الأغنية في ديسمبر 1961 وأصدرتها في السنة التالية، وكانت ثاني أغنية لها تتصدر قائمة بيلبورد لأغاني الكانتري. الأغنية هي بلحن جاز وبوب مع نغمات كانتري خلفية.

## التاريخ
ذكرت إيليس نصور في سيرتها عن باتسي كلاين أن هانك كوكران اتصل بكلاين وقال لها إنه ألف لتوّه أغنيتها الناجحة التالية. طلبت منه كلابن أن لبيتها وأن يعزفها على الجيتار أمامها. تأثرت كلاين بكلماتها، واتصلت بمديرها المنتج أوين برادلي. كان برادلي يختلف مع كلاين في اختيار الأغاني، لكنهما اتفقا هذه المرة على أن الأغنية ستنجح. 
تدور كلمات الأغنية حول الحب الضائع، حيث تعدد المغنية الأشياء التي لا تزال تحتفظ بها عندما كان حبيبها معها، ولكن حبيبها يرافق الآن امرأة أخرى.
تابعت كلاين نجاحها بعد في أغنيتيها الناجحتين في العام السابق، «آي فول تو بيسز» و «كريزي». تم إصدار الأغنية في 30 يناير 1962، وتصدرت قائمة بيلبورد لأغاني الكانتري على الفور، ووصلت إلى المركز 14 على قائمة بيلبورد هوت 100، كما وصلت للمركز الثالث على قائمة أغاني الموسيقى الهادئة.حققت الأغنية النجاح أيضا في المملكة المتحدة، حيث وصلت للمرتبة 43 على قائمة الأغاني. أدرجت الأغنية في ألبوم Sentimentally Yours، وكان ألبوم كلاين الثالث، وأصدر في 6 أغسطس عام 1962.

## الإرث
تم تسجيل الأغنية من قبل العديد من الفنانين، مثل دين مارتن، وروزان كاش، وريكي فان شيلتون، وليان رايمز. أنجح نسخة كانت التي سجلتها لوريتا لين في عام 1977، والتي وصلت للمركز الأول على قوائم أغاني الكانتري في أمريكا وكندا. أدرجت الأغنية ضمن ألبوم I Remember Patsy، والذي كان تكريما من لوريتا إلى صديقتها.
غنى دون ماكلين الأغنية في عام 1987، وبلغت نسخته المرتبة 73 على قائمة بيلبورد لأغاني الكانتري.

## القوائم

### باتسي كلاين
| القائمة (1962)                 | أفضل موقع |
| ------------------------------ | --------- |
| قائمة بلبورد لأغاني الكانتري   | 1         |
| قائمة بيلبورد هوت 100          | 14        |
| قائمة بيلبورد للموسيقى الهادئة | 3         |

### لوريتا لين
| القائمة (1977)                        | أفضل موقع |
| ------------------------------------- | --------- |
| قائمة بلبورد لأغاني الكانتري          | 1         |
| قائمة آر بي إم لأغاني الكانتري (كندا) | 1         |

## وصلات خارجية
- كلمات الأغنية الكاملة على مترولايركس